# ウォーカー空軍基地
ウォーカー空軍基地（Walker Air Force Base）は、かつてのアメリカ空軍の基地であり、ニューメキシコ州ロズウェルの8マイル南に位置していた。ロズウェル陸軍飛行場（Roswell Army Air Field）としても知られる。それが運営されていたあいだは、ウォーカーAFBはアメリカ合衆国で最大の戦略航空軍団（SAC）基地だった。現在は軍事基地としては閉鎖され、公営のロズウェル国際空港を中心とするロズウェル国際航空センター(Roswell International Air Center, RIAC)となっている。
この基地は、1947年6月4日に起こったと推測される出来事である、ロズウェルUFO事件でも知られる。激しい雷雨の間に基地の近くのニューメキシコ州コロナで「空飛ぶ円盤」が墜落したと主張されている。
ウォーカー空軍基地は1967年に閉鎖された。

## 第二次世界大戦
ウォーカー空軍基地となるものは、軍の飛行訓練センターと爆撃手スクールを設立する目的で、1941年にアメリカ陸軍航空軍によって牧場経営デヴィッド・チェサーから獲得された。

### 第3030陸軍飛行場基地団
ロズウェル陸軍飛行場での主要なユニットはB-29 4エンジンパイロットの訓練と爆撃手の訓練に特化された第3030陸軍飛行場基地団（パイロットスクール、Specialized Very Heavy）であった。
滑走路に隣接して爆撃標的があったけれども、航空機から落下されたアイテムは砂または小麦粉のバッグだけだった。練習爆撃および砲撃の射程範囲は飛行場の真南とマタゴーダ島の上であった。

### ロズウェル戦争捕虜収容所
飛行場に加えて、ロズウェル戦争捕虜収容所（Roswell POW Camp）が最大4800人の戦争捕虜のために建設された。キャンプに収容された戦争捕虜のほとんどは北アフリカ戦線のあいだに捕まえられたドイツとイタリアの兵士たちであった。戦争捕虜たちは実際に地元の計画の建設労働者として使役され、ロズウェルの公園の多くが戦争捕虜たちによって構築された。

### 第468爆撃航空群
第468爆撃航空群は1946年1月12日にテニアン島、ウェストフィールドからロズウェルに到着した。この航空群は1946年3月31日の解散までロズウェルに隷属していた。ここに滞在する間このユニットはB-29を配備された。

## アメリカ空軍/戦略航空軍団の使用
陸軍航空軍団は、新設された空軍省へと移転する1947年6月まで、この飛行場を利用していた。それから後はこの飛行場はウォーカー空軍基地として知られている。これは、1943年1月5日のラバウルへの爆撃任務の間に殺された、ケネス・ニュートン・ウォーカー准将General Kenneth Newton Walkerにちなんだ名前である。

### 第33戦闘航空群/航空団
第33戦闘航空群は、一年間の占領任務の後に西ドイツから移転し、1947年8月25日にウォーカー空軍基地に隷属された。そのウォーカーでの任務はSACの爆撃部隊に戦略戦闘機による護衛/防衛をもたらすことだった。
第33戦闘航空群のウォーカーでの飛行大隊は：
- 第59戦闘飛行大隊（F-51、F-84）
- 第60戦闘飛行大隊（F-51、F-84）

この航空団は1948年11月16日まで滞在し、同日マサチューセッツ州オーティス空軍基地へ移転した。

### 第509爆撃航空群/航空団
第509爆撃航空団は空軍の中で最も有名な航空団の一つである。多くの人がそれを戦略航空軍団（1950年代と1960年代の間に発達した強力な核爆撃兵力）の中核部隊とみなしている。
1946年5月、陸軍航空隊は新しく作られた戦略空軍に原子爆弾による戦略爆撃任務を与えた。軍団の爆撃ユニットのうち一つだけ、即ち第509混成部隊が訓練され原子爆弾投下任務に備えていた。第509爆撃航空群は1945年11月6日にその前の西太平洋にある台湾の戦闘基地からロズウェルに到着した。
第509爆撃航空団に属する航空大隊は：
- 第393爆撃飛行大隊
- 第715爆撃飛行大隊
- 第830爆撃飛行大隊

1948年7月19日に第509燃料補給飛行大隊が加えられ、1959年3月1日に第661爆撃飛行大隊が到着した。第661爆撃飛行大隊は1962年1月1日に解散された。
1947年11月17日、戦略空軍(SAC)は第509爆撃航空団をロズウェルで編成し、第509爆撃航空群を同航空団の戦闘構成要素として隷属させた。航空群の歴史と名誉も航空団へと授けられた。
1947年から1948年のあいだ、第509爆撃航空団はマリアナ諸島から移駐したボーイングB-29スーパーフォートレスを運用した。ところが1950年、航空団は機体を新しいボーイングB-50Dスーパーフォートレスへと更新し、1949年から1951年のあいだ、B-50Dを運用した。巨大なB-36ピースメイカーが空軍の装備に加えられたとき、部隊名における"Very Heavy"（重爆撃）の称号は永久に中止されることになった。第509爆撃航空団は、全ての他のB-29およびB-50を配備した航空団と同様に、"Medium"（中型）と称された。新しいB-36を配備した航空団が"Heavy"（重爆撃）と称されることになった。
1955年から1956年のあいだ、第509爆撃航空団の機材はボーイングB-47EストラトジェットとボーイングKC-97ストラトフレイターへと移行した。空中補給任務は最初はB-29Mのホース型の空中給油機で、後にB/KB-29Pのフライングブーム式の空中給油機で遂行された。第509爆撃航空団は、1949年から1958年のあいだに戦略爆撃訓練と空中給油を受け持ち、1950年代初期に数回航空団として前方展開配置についた。三回はイングランドへ、一回はグアムへである。
1958年1月16日、第509爆撃航空団はニューハンプシャー州ピーズ空軍基地へと移転した。
遺産
1966年、第509爆撃航空団はB-52EおよびKC-135Aへと移行し、SACの米国本土における核警戒任務のサポートと東南アジアでの有事作戦の配置につくことを同時に行った。1969年12月、この航空団は第509爆撃航空団(Medium)と称されることになり、1970年にそれらのB-52EをFB-111Aへと更新した。第509爆撃航空団は、基地が閉鎖される1990年12月30日までピーズ空軍基地に残り、それから書類上はミズーリ州ホワイトマン空軍基地へと移転したが、1993年まで配置されなかった。1992年6月1日に、戦略空軍の廃止とともに、第509爆撃航空団（509th Bombardment Wing）は第509爆撃航空団（509th Bomb Wing）と改名され、新しく編成された航空戦闘軍団Air Combat Commandの一部になった。1993年12月17日にその最初のB-2A"スピリット"（ステルス）爆撃機を受け入れた。第509爆撃航空団はアメリカ空軍で唯一のB-2を配備する航空団としてワシントン空軍基地から作戦行動をとり続けている。

### 第6爆撃航空団

#### B-36時代
第6爆撃航空団(Medium)は1951年1月2日にニューメキシコ州ウォーカー空軍基地で編成された。本基地は最初はボーイングB-29スーパーフォートレスを飛ばした。ところが、1952年8月に、本基地は新しいコンヴェアB-36Dピースメイカーを受け入れ、このユニットは第6爆撃航空団(Heavy)と称されるようになった。第6爆撃航空団は1967年に基地が閉鎖されるまでウォーカー空軍基地に残った。
ウォーカー空軍基地での第6爆撃航空団のB-36飛行大隊は：
- 第24爆撃飛行大隊
- 第39爆撃飛行大隊
- 第40爆撃飛行大隊

1958年6月に第509爆撃航空団がピーズ空軍基地へ移転するまで、第6爆撃航空団は第509爆撃航空団とともに、ウォーカー空軍基地でSAC第47航空師団を形成していた。

#### B-52時代
1957年、第6爆撃航空団(Heavy)は新しいB-52Eストラトフォートレスジェット爆撃機を受け入れ始めた。それらは既存の航空大隊によって飛行された。
1959年9月、第24よび第30爆撃飛行大隊は、B-52およびKC-135のクルーを訓練するために、新しく隷属された第4129戦闘クルー訓練飛行大隊と合流した。第40爆撃飛行大隊は1960年6月10日まで作戦任務を遂行し続けた。
1960年6月10日から1961年9月1日までこの飛行団は非戦闘可能態勢で少しの作戦任務を遂行した。第40飛行大隊は1961年12月1日に作戦態勢に戻った。他の二つの爆撃飛行大隊は1963年9月5日に戦術態勢を再び得た。第39飛行大隊は数日後に中断したが、第24および第40飛行大隊は、それらが解散への態勢に移った、1966年9月まで通して全球的爆撃訓練を続けた。
この航空団は1962年5月1日に第6戦略航空宇宙航空団へと改称された。

#### 空中給油
1951年8月1日、第307空中給油飛行大隊がこの航空団に配属された。それはKB-29給油機を1952年6月16日に退役するまで運用した。
第6空中給油飛行大隊は、KC-135A航空機の初期モデルを運用し、1958年1月3日から1967年1月25日までウォーカー空軍基地に隷属された。1960年2月3日に、「ショートテイル」（非油圧援用方向舵）のKC-135Aが強く激しい横風の中での離陸のあいだに墜落した。パイロットは方向制御を維持できなくなり、あまりに早くにこの航空機を5-10ノットで回転させた。航空機は滑走路の土のエプロン上へと突っ込み、二つのエンジンを落とし、駐機エリアを押し分けて行き、そして格納庫の中で止まった。この単発の墜落は三機のKC-135航空機の破壊と8人の軍隊員の死という結果になった。
1965年6月25日、第310空中給油飛行大隊がこの航空団に配属された。それは1967年1月25日に基地が閉鎖されてこのユニットがニューヨーク州プラッツバーグ空軍基地へと移動するまで、KC-135A航空機を運用した。

#### 第579戦略ミサイル飛行大隊
1960年、アトラスミサイルの格納庫がロズウェル地域の周りに構築された。伝えられるところによると、最初のアトラスミサイルがロズウェルに到着したとき歓迎パレードで迎え入れられたという。1961年1月2日、第579戦略ミサイル飛行大隊がウォーカー空軍基地で第6爆撃飛行団の一部として編成された。ニューメキシコ州知事のエドウィン・L・メチャムは1961年10月31日に開かれたサイト10セレモニーでキーノートスピーチを与えた。サイト10は最初のミサイル地点が空軍へと引き渡された場所である。
チャヴェス郡の住民たちはミサイル飛行大隊の到着のニュースに愛国的誇りを持ったけれども、ロズウェルの住民たちは、建設が行われるとともに、1961年10月に爆弾シェルターのための10件の許可請求を提出した。
1962年1月24日、第579戦略ミサイル飛行大隊はその最初のミサイルを受け取った。1962年4月、ウォーカー空軍基地への建設が完了した液体酸素工場が空軍に引き渡された。飛行大隊はミサイルの配備をキューバミサイル危機のおよそ1ヶ月前に完了した。
ロズウェルの地点は三つのミサイル爆発のせいで悪評を発展させた。1963年6月1日、発射コンプレクス579-lは推進燃料注入演習の間に破壊された。1964年2月13日、もう一つの推進燃料注入演習のあいだに爆発が起き、発射コンプレクス579-5を破壊した。その1ヶ月後の1964年3月9日、再び格納庫579-2は推進燃料注入演習のあいだに起こったもう一つの爆発の犠牲になった。
幸運にも、これらのミサイルは実験の時にはそれらの実弾頭を装着してなかった。唯一の負傷の報告はその地点から逃げて有刺鉄線へと走りこんだクルーの男の負傷である。
ウォーカー空軍基地と他のアトラスおよびタイタンI地点での事故はこれらのシステムを退役させる決定を加速させた。1965年3月25日、579戦略ミサイル航空軍は解散され後に空軍はミサイルをそれらの格納庫から撤去した。非武装化された後、ミサイル地点だったところは個人所有者へと復帰された。

## 閉鎖
第579戦略ミサイル航空団の解散があった年のうちに、空軍はウォーカー空軍基地が閉鎖されると発表した。これは1967年6月30日に起こった。第6爆撃航空団は第6戦略航空団となってアラスカ州アイルソン空軍基地へと配置転換された。

## 現在のウォーカー空軍基地
多くの元軍事基地が民間の使用へと引き継がれるように、元の建物の多くが残っている。基地病院の場合では、今ではニューメキシコリハビリテーションセンターの建物になっている。
50,000人より少ない人口の町からの5000人の軍隊員およびさらに5000人のサポート職員の辞職は地元の経済に大きな衝撃を与えた。空軍基地だったところはロズウェル国際航空センター(RIAC)になった。
RIACには花火工場、プラスチック製造業、バス構築業、キャンディ製造業、航空機修理改装会社、およびロズウェル地方空港が入っている。
ニューメキシコナショナルガードの施設もウォーカー空軍基地の建物の一部を利用している。

## 文献
- Ravenstein, Charles A. (1984). Air Force Combat Wings Lineage and Honors Histories 1947-1977. Maxwell AFB, Alabama: Office of Air Force History. ISBN 0912799129.
- USAAS-USAAC-USAAF-USAF Aircraft Serial Numbers--1908 to Present